# Julio Iglesias
Julio José Iglesias de la Cueva (Madrid, 23 september 1943) is een Spaanse zanger, de bestverkopende Spaanse artiest, en internationaal een van de bekendste Spaanstalige zangers. Hij is de vader van zangers Enrique Iglesias en Julio José Iglesias.

## Biografie

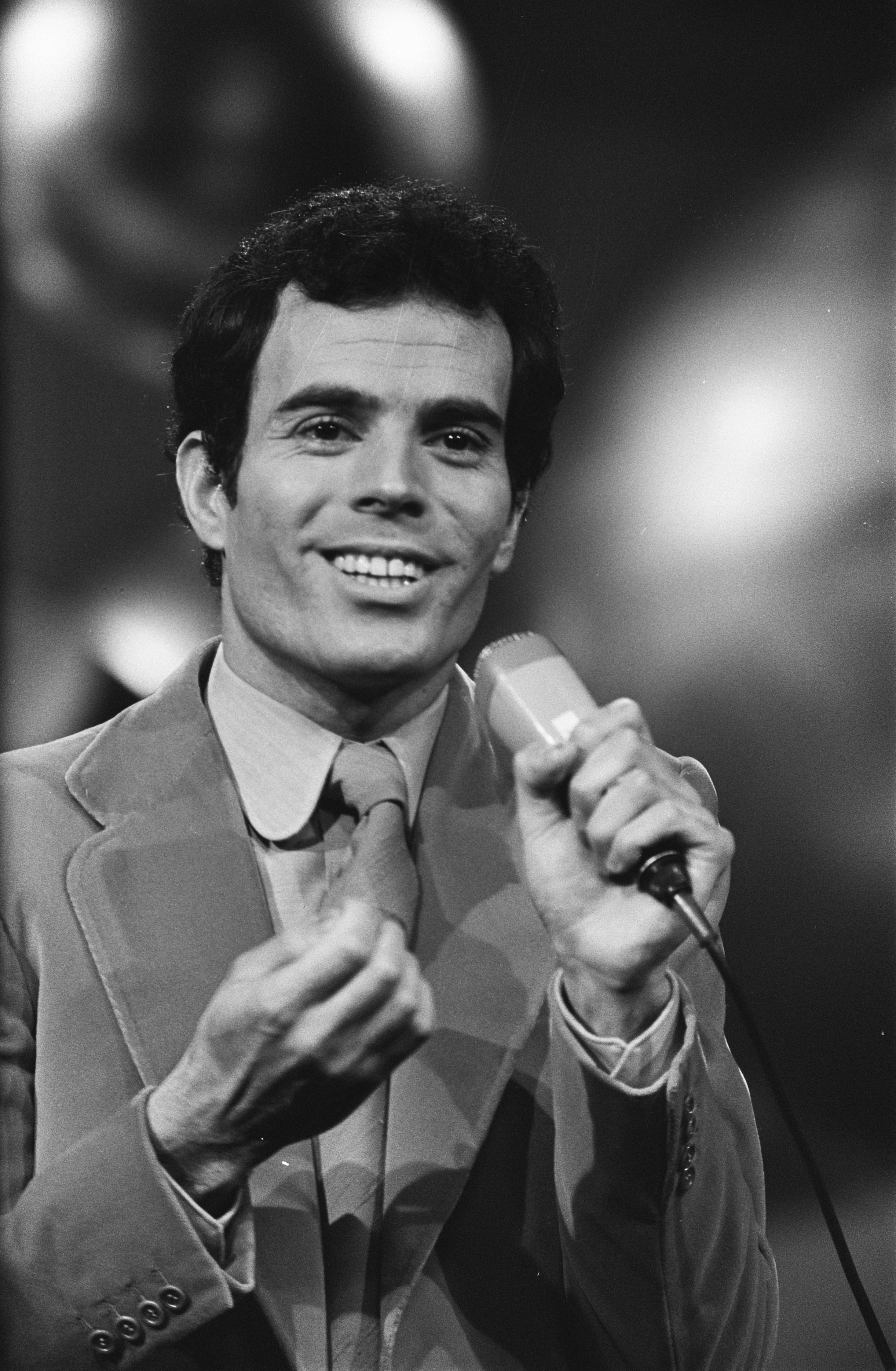
Julio Iglesias tijdens het Eurovisiesongfestival 1970 in Amsterdam

Iglesias was professioneel voetballer bij Real Madrid, waar hij in het doel stond. In dezelfde tijd begon hij ook aan een studie rechten. Na een ongeluk dat zijn voetbalcarrière beëindigde, begon hij tijdens zijn revalidatie met het schrijven van liedjes. Hij behaalde zijn rechtendiploma aan de Complutense-universiteit van Madrid.
In 1968 won hij in Spanje het Benidorm Songfestival met een van zijn songs, en kreeg een contract bij een onafhankelijk label, Discos Columbia. In de jaren zeventig trouwde hij met de half-Spaanse, half-Filipijnse Isabel Preysler, en zij kregen drie kinderen: Chabeli Iglesias geboren op 1 augustus 1971, Julio José Iglesias geboren op 25 februari 1973 en Enrique Iglesias geboren op 8 mei 1975. In deze tijd werden Julio en zijn familie uitgebreid afgebeeld op de voorpagina's van verschillende internationale kranten en bladen.
Namens Spanje nam Iglesias in 1970 deel aan het Eurovisiesongfestival. Hij werd vierde met het lied Gwendolyne.
In 1972 scoorde hij een van zijn grootste hits met Un canto a Galicia, een lied in het Galicisch. Weliswaar is hijzelf in Madrid geboren, maar zijn vader kwam uit Ourense in Galicië.
In 1978 tekende hij een nieuw contract met CBS International en breidde hij zijn repertoire uit met songs in het Engels, Frans en Italiaans.
In 1979 had hij weer een grote hit met Quiéreme mucho.
In 1984 bracht hij het hitalbum 1100 Bel Air Place uit, waarvan drie miljoen exemplaren werden verkocht. Hij nam ook een duet op met Diana Ross. Het duet To all girls I've loved before, met Willie Nelson, werd een groot succes.
In december 1981 werd zijn vader, gynaecoloog dr. Julio Iglesias Puga, gekidnapt door de Baskische afscheidingsbeweging ETA. Na drie spannende weken werd hij in januari 1982 gezond en wel teruggevonden in Trasmoz bij Zaragoza. Hierdoor, en ook omdat hij gescheiden was van Preysler, verhuisde Julio met zijn familie naar Miami.
Iglesias woonde na de scheiding van Preysler jaren samen met het 23 jaar jongere Nederlandse fotomodel Miranda Rijnsburger. Zij hebben samen vijf kinderen: Miguel Alejandro geboren op 7 september 1997, Rodrigo geboren op 3 april 1999, de tweeling Cristina en Victoria geboren op 1 mei 2001 en Guillermo geboren op 5 mei 2007. Op 26 augustus 2010 stapten Iglesias en Miranda alsnog in het huwelijk. De ceremonie vond plaats in Marbella. Ze wonen in de Dominicaanse Republiek, waar Iglesias meerdere hotelcomplexen bezit. Onder zijn bezittingen valt ook de luchthaven Punta Cana, die hij samen met modekoning Óscar de la Renta bezit.
In de jaren negentig ging Iglesias terug naar de wortels van zijn Spaanse muziek, en in 1996 bracht hij een cd uit met de titel Tango. Van de ca. 80 albums die Iglesias uitbracht zijn meer dan 300 miljoen exemplaren verkocht. Daarna verschoof de belangstelling van het publiek steeds meer naar zijn zoon Enrique.
Op 19 december 2005 overleed zijn vader op negentigjarige leeftijd aan een hartinfarct. Een week voor zijn dood werd nog bekend dat de 42-jarige vrouw van Julio Iglesias sr., Ronna Keith, in verwachting was van hun tweede kind. Hun eerste kind, Jaime, werd op 18 mei 2004 geboren. Het tweede kind, dochter Ruth, werd geboren op 26 juli 2006. Die kinderen zijn dus, hoewel tientallen jaren jonger, oom en tante van Julio Iglesias' kinderen, onder wie Enrique.
In februari 2015 werd hij benoemd tot ereburger van Madrid.

## Discografie
- Yo canto (1969)
- Gwendolyne (1970)
- Un canto a Galicia (1972)
- Por una mujer (1972)
- Soy (1973)
- Und das Meer singt sein Lied (1973)
- A Flor de Piel (1974)
- A México (1975)
- El Amor (1975)
- América (1976)
- En el Olympia (1976)
- Se mi lasci, non vale (1976)
- Schenk mir deine Liebe (1976)
- A mis 33 años (1977)
- Sono un pirata, sono un signore (1978)
- Emociones (1978)
- Aimer La Vie (1978)
- Innamorarsi alla mia età (1979)
- A vous les femmes (1979)
- Hey! (1980)
- Sentimental (1980)
- Amanti (1980)
- De niña a mujer (1981)
- Fidèle (1981)
- Zartlichkeiten (1981)
- Minhas canções preferidas (1981)
- Momentos (1982)
- Momenti (1982)
- Et l'amour créa la femme (1982)
- In Concert (1983)
- Julio (1983)
- 1100 Bel Air Place (1984)
- Libra (1985)
- Un hombre solo (1987)
- Tutto l'amore che ti manca (1987)
- Non Stop (1988)
- Raíces (1989)
- Latinamente (1989)
- Starry Night (1990)
- Calor (1992)
- Anche senza di te (1992)
- Crazy (1994)
- La carretera (1995)
- Tango (1996)
- My Life: The Greatest Hits (1998)
- Noche de cuatro lunas (2000)
- Una donna può cambiar la vita (2001)
- Ao meu Brasil (2001)
- Divorcio (2003)
- Love Songs (2003)
- En français (2004)
- Love Songs - Canciones de amor (2004)
- L'homme que je suis (2005)
- Romantic Classics (2006)
- Quelque chose de France (2007)
- 1 (2011)
- México (2015)
- México & Amigos (2017)
- Dois Corações (2017)

### Albums
| Album met eventuele hitnotering(en) in de Nederlandse Album Top 100 | Datum van verschijnen | Datum van binnenkomst | Hoogste positie | Aantal weken | Opmerkingen   |
| ------------------------------------------------------------------- | --------------------- | --------------------- | --------------- | ------------ | ------------- |
| El amor                                                             | 1975                  | 20-03-1976            | 17              | 14           |               |
| A mis 33 años                                                       | 1977                  | 21-04-1979            | 6               | 25           |               |
| Emociones                                                           | 1979                  | 14-07-1979            | 1(7wk)          | 28           |               |
| The 24 greatest songs                                               | 1979                  | 27-10-1979            | 1(1wk)          | 40           | Verzamelalbum |
| Hey!                                                                | 1980                  | 24-05-1980            | 5               | 25           |               |
| De niña a mujer                                                     | 1981                  | 06-06-1981            | 8               | 19           |               |
| Momentos                                                            | 1982                  | 02-10-1982            | 12              | 15           |               |
| En concierto                                                        | 1983                  | 08-10-1983            | 40              | 5            | Livealbum     |
| 1100 Bel Air Place                                                  | 07-07-1984            | 25-08-1984            | 4               | 14           |               |
| Libra                                                               | 1985                  | 17-08-1985            | 19              | 12           |               |
| Non stop                                                            | 1988                  | 11-06-1988            | 26              | 15           |               |
| Raices                                                              | 1989                  | 17-06-1989            | 9               | 25           |               |
| Starry night                                                        | 25-10-1990            | 10-11-1990            | 4               | 26           |               |
| Calor                                                               | 1992                  | 30-05-1992            | 2               | 23           |               |
| Crazy                                                               | 1994                  | 28-05-1994            | 6               | 43           |               |
| La carretera                                                        | 1995                  | 15-07-1995            | 6               | 18           |               |
| Tango                                                               | 19-11-1996            | 23-11-1996            | 17              | 46           |               |
| My life - The greatest hits                                         | 1998                  | 10-10-1998            | 23              | 19           | Verzamelalbum |
| Noche de cuatro lunas                                               | 19-06-2000            | 01-07-2000            | 9               | 18           |               |
| Love songs                                                          | 2003                  | 05-07-2003            | 18              | 11           |               |
| Divorcio                                                            | 27-10-2003            | 15-11-2003            | 38              | 16           |               |
| Romantic classics                                                   | 18-09-2006            | 23-09-2006            | 27              | 16           |               |
| The Dutch collection                                                | 18-07-2011            | 23-07-2011            | 3               | 14           | Verzamelalbum |

| Album met hitnotering(en) in de Vlaamse Ultratop 200 albums | Datum van verschijnen | Datum van binnenkomst | Hoogste positie | Aantal weken | Opmerkingen   |
| ----------------------------------------------------------- | --------------------- | --------------------- | --------------- | ------------ | ------------- |
| La carretera                                                | 1995                  | 22-07-1995            | 11              | 19           |               |
| Tango                                                       | 1996                  | 30-11-1996            | 10              | 17           |               |
| My life - The greatest hits                                 | 1998                  | 10-10-1998            | 11              | 21           | Verzamelalbum |
| Noche de cuatro lunas                                       | 2000                  | 01-07-2000            | 22              | 9            |               |
| Divorcio                                                    | 2003                  | 29-11-2003            | 49              | 9            |               |
| Romantic classics                                           | 2006                  | 30-09-2006            | 12              | 14           |               |
| 1                                                           | 20-04-2012            | 28-04-2012            | 1(1wk)          | 30           |               |

### Singles
| Single met eventuele hitnotering(en) in de Nederlandse Top 40 | Datum van verschijnen | Datum van binnenkomst | Hoogste positie | Aantal weken | Opmerkingen                                                         |
| ------------------------------------------------------------- | --------------------- | --------------------- | --------------- | ------------ | ------------------------------------------------------------------- |
| Un canto a Galicia                                            | 1972                  | 24-06-1972            | 1(1wk)          | 21           | Nr. 1 in de Daverende 30 / Hit van het jaar 1972 / Alarmschijf      |
| Por una mujer                                                 | 1972                  | 04-11-1972            | tip11           | -            |                                                                     |
| Manuela                                                       | 1975                  | 10-05-1975            | 16              | 6            | Nr. 19 in de Nationale Hitparade / Alarmschijf                      |
| A flor de piel                                                | 1975                  | 06-09-1975            | tip6            | -            |                                                                     |
| Quiero                                                        | 1976                  | 21-02-1976            | 9               | 8            | Nr. 8 in de Nationale Hitparade                                     |
| El amor                                                       | 1976                  | 11-09-1976            | 26              | 4            |                                                                     |
| Por un poco de tu amor                                        | 1979                  | 14-04-1979            | 20              | 6            | Nr. 25 in de Nationale Hitparade                                    |
| Quiéreme mucho                                                | 1979                  | 28-07-1979            | 1(5wk)          | 16           | Nr. 1 in de Nationale Hitparade / Veronica Alarmschijf Hilversum 3  |
| Quiéreme                                                      | 1979                  | 01-12-1979            | 12              | 7            | Nr. 16 in de Nationale Hitparade / Veronica Alarmschijf Hilversum 3 |
| Un sentimental                                                | 1980                  | 21-06-1980            | 28              | 5            | Nr. 25 in de Nationale Hitparade                                    |
| Amor de mis amore                                             | 1981                  | 01-08-1981            | 31              | 4            | Nr. 29 in de Nationale Hitparade                                    |
| De niña a mujer                                               | 1981                  | 03-10-1981            | tip4            | -            |                                                                     |
| Begin the beguine (Volver a empezar)                          | 1981                  | 12-12-1981            | tip5            | -            | Nr. 44 in de Nationale Hitparade                                    |
| Amor                                                          | 1982                  | 16-10-1982            | tip10           | -            | Nr. 43 in de Nationale Hitparade                                    |
| To all the girls I've loved before                            | 1984                  | 07-04-1984            | 3               | 10           | met Willie Nelson / Nr. 3 in de Nationale Hitparade                 |
| All of you                                                    | 1984                  | 07-07-1984            | 7               | 9            | met Diana Ross / Nr. 7 in de Nationale Hitparade                    |
| My love                                                       | 1988                  | 11-06-1988            | 17              | 6            | met Stevie Wonder / Nr. 16 in de Nationale Hitparade Top 100        |
| Ae ao                                                         | 1988                  | -                     |                 |              | Nr. 76 in de Nationale Hitparade Top 100                            |
| Caballo viejo / Bamboleo                                      | 1989                  | -                     |                 |              | Nr. 83 in de Nationale Top 100                                      |
| Milonga sentimental                                           | 1992                  | 20-06-1992            | 11              | 8            | Nr. 10 in de Nationale Top 100 / Veronica Alarmschijf Radio 3       |
| Crazy                                                         | 1994                  | 20-08-1994            | 35              | 3            | Nr. 32 in de Mega Top 50                                            |
| When you tell me that you love me                             | 1994                  | 17-12-1994            | tip13           | -            | met Dolly Parton / Nr. 45 in de Mega Top 50                         |
| Agua dulce, agua salá                                         | 1995                  | 22-07-1995            | tip6            | -            |                                                                     |
| Gozar la vida                                                 | 2000                  | -                     |                 |              | Nr. 66 in de Mega Top 100                                           |
| Leeg om je heen [2013] / To all the girls I've loved before   | 2013                  | 12-10-2013            | tip1            | -            | met Jan Smit / Nr. 35 in de Mega Top 50                             |

| Single met hitnotering(en) in de Vlaamse Ultratop 50 | Datum van verschijnen | Datum van binnenkomst | Hoogste positie | Aantal weken | Opmerkingen                                     |
| ---------------------------------------------------- | --------------------- | --------------------- | --------------- | ------------ | ----------------------------------------------- |
| Un canto a Galicia                                   | 1972                  | 22-07-1972            | 1(4wk)          | 19           | Nr. 1 in de Radio 2 Top 30                      |
| Manuela                                              | 1975                  | 18-01-1975            | 25              | 3            | Nr. 23 in de Radio 2 Top 30                     |
| A flor de piel                                       | 1975                  | -                     |                 |              | Nr. 29 in de Radio 2 Top 30                     |
| Quiero                                               | 1976                  | 13-03-1976            | 6               | 9            | Nr. 6 in de Radio 2 Top 30                      |
| Aimer la vie                                         | 1978                  | 26-08-1978            | 22              | 2            | Nr. 16 in de Radio 2 Top 30                     |
| Pauvres diables                                      | 1979                  | 02-06-1979            | 16              | 5            |                                                 |
| Quiéreme mucho                                       | 1979                  | 04-08-1979            | 1(5wk)          | 17           | Nr. 1 in de Radio 2 Top 30                      |
| Où est passée ma bohème                              | 1979                  | 27-10-1979            | 19              | 1            | Nr. 30 in de Radio 2 Top 30                     |
| Quiéreme                                             | 1979                  | 08-12-1979            | 7               | 7            | Nr. 6 in de Radio 2 Top 30                      |
| Un sentimental                                       | 1980                  | 21-06-1980            | 26              | 2            |                                                 |
| Viens m'embrasser                                    | 1981                  | 01-08-1981            | 36              | 1            | Nr. 28 in de Radio 2 Top 30                     |
| De niña a mujer                                      | 1981                  | 29-08-1981            | 38              | 1            | Nr. 28 in de Radio 2 Top 30                     |
| Begin the beguine (Volver a empezar)                 | 1982                  | 02-01-1982            | 17              | 6            | Nr. 14 in de Radio 2 Top 30                     |
| Amor                                                 | 1982                  | 06-11-1982            | 23              | 4            | Nr. 22 in de Radio 2 Top 30                     |
| To all the girls I've loved before                   | 1984                  | 31-03-1984            | 1(1wk)          | 13           | met Willie Nelson / Nr. 1 in de Radio 2 Top 30  |
| All of you                                           | 1984                  | 30-06-1984            | 9               | 11           | met Diana Ross / Nr. 13 in de Radio 2 Top 30    |
| Moonlight lady                                       | 1984                  | 10-11-1984            | 27              | 3            | Nr. 27 in de Radio 2 Top 30                     |
| I've got you under my skin                           | 1985                  | 14-09-1985            | 18              | 6            | Nr. 16 in de Radio 2 Top 30                     |
| Lo mejor de tu vida                                  | 1988                  | 09-01-1988            | 35              | 1            | Nr. 23 in de Radio 2 Top 30                     |
| My love                                              | 1988                  | 18-06-1988            | 8               | 11           | met Stevie Wonder / Nr. 6 in de Radio 2 Top 30  |
| Spanish eyes                                         | 1989                  | 03-04-1989            | 38              | 1            | met Willie Nelson / Nr. 29 in de Radio 2 Top 30 |
| Brazil mix                                           | 1989                  | 22-07-1989            | 25              | 4            | Nr. 25 in de Radio 2 Top 30                     |
| When I need you                                      | 1991                  | 23-02-1991            | 42              | 1            | Nr. 27 in de Radio 2 Top 30                     |
| Milonga sentimental                                  | 1992                  | 11-07-1992            | 31              | 4            | Nr. 17 in de Radio 2 Top 30                     |
| Fragile                                              | 1994                  | 05-11-1994            | 40              | 1            | met Sting / Nr. 25 in de Radio 2 Top 30         |
| When you tell me that you love me                    | 1995                  | 28-01-1995            | 35              | 2            | met Dolly Parton / Nr. 23 in de Radio 2 Top 30  |

### NPO Radio 2 Top 2000
| Nummers met noteringen in de NPO Radio 2 Top 2000      | '99  | '00  | '01  | '02  | '03  | '04  | '05  | '06  | '07  | '08  | '09  | '10  | '11  | '12  | '13  | '14  | '15-'19 | '20  | '21  | '22  | '23  | '24  |
| ------------------------------------------------------ | ---- | ---- | ---- | ---- | ---- | ---- | ---- | ---- | ---- | ---- | ---- | ---- | ---- | ---- | ---- | ---- | ------- | ---- | ---- | ---- | ---- | ---- |
| Por un poco de tu amor                                 | 1312 | -    | -    | -    | -    | -    | -    | -    | -    | -    | -    | -    | -    | -    | -    | -    | -       | -    | -    | -    | -    | -    |
| Quiero                                                 | -    | -    | -    | -    | -    | -    | -    | -    | -    | -    | -    | -    | -    | -    | -    | -    | -       | 1730 | 1563 | 1511 | 1484 | 1615 |
| Quiéreme mucho                                         | 1076 | 1396 | -    | -    | -    | -    | -    | 1968 | -    | -    | -    | -    | -    | -    | -    | -    | -       | -    | -    | -    | -    | -    |
| To all the girls I've loved before (met Willie Nelson) | -    | -    | -    | -    | -    | -    | -    | 1756 | -    | -    | -    | -    | -    | -    | -    | -    | -       | -    | -    | -    | -    | -    |
| Un canto a Galicia                                     | 798  | 1014 | 1124 | 1172 | 1325 | 1507 | 1275 | 1188 | 1432 | 1302 | 1651 | 1409 | 1719 | 1609 | 1964 | 1749 | -       | -    | -    | -    | -    | -    |

1. ↑  Een '-' betekent dat het nummer niet was genoteerd en een vetgedrukt getal geeft de hoogste notering van een nummer aan.

1961: Conchita Bautista · 
1962: Víctor Balaguer · 
1963: José Guardiola · 
1964: Tim, Nelly & Tony · 
1965: Conchita Bautista · 
1966: Raphael · 
1967: Raphael · 
1968: Massiel · 
1969: Salomé · 
1970: Julio Iglesias · 
1971: Karina · 
1972: Jaime Morey · 
1973: Mocedades · 
1974: Peret · 
1975: Sergio & Estíbaliz · 
1976: Braulio · 
1977: Micky · 
1978: José Vélez · 
1979: Betty Missiego · 
1980: Trigo Limpio · 
1981: Bacchelli · 
1982: Lucía · 
1983: Remedios Amaya · 
1984: Bravo · 
1985: Paloma San Basilio · 
1986: Cadillac · 
1987: Patricia Kraus · 
1988: La Década · 
1989: Nina · 
1990: Azúcar Moreno · 
1991: Sergio Dalma · 
1992: Serafín Zubiri · 
1993: Eva Santamaría · 
1994: Alejandro Abad · 
1995: Anabel Conde · 
1996: Antonio Carbonell · 
1997: Marcos Llunas · 
1998: Mikel Herzog · 
1999: Lydia · 
2000: Serafín Zubiri · 
2001: David Civera · 
2002: Rosa · 
2003: Beth · 
2004: Ramón · 
2005: Son de Sol · 
2006: Las Ketchup · 
2007: D'Nash · 
2008: Rodolfo Chikilicuatre · 
2009: Soraya · 
2010: Daniel Diges · 
2011: Lucía Pérez · 
2012: Pastora Soler · 
2013: El Sueño de Morfeo · 
2014: Ruth Lorenzo · 
2015: Edurne · 
2016: Barei · 
2017: Manel Navarro · 
2018: Alfred & Amaia · 
2019: Miki · 
2021: Blas Cantó · 
2022: Chanel · 
2023: Blanca Paloma · 
2024: Nebulossa · 
2025: Melody
- Bibsys: 4100030
- Biblioteca Nacional de Chile: 000715993
- Biblioteca Nacional de España: XX840638
- Bibliothèque nationale de France: cb138954600 (data)
- Catàleg d'autoritats de noms i títols de Catalunya: 981058617063806706
- CiNii: DA16353429
- Gemeinsame Normdatei: 12055500X
- International Standard Name Identifier: 0000 0000 8111 6208
- Library of Congress Control Number: n83014449
- Nationale Bibliotheek van Letland: 000070425
- MusicBrainz: 3be4099e-f180-4038-af84-ae18a09eab02
- Bibliotheek van het Japanse parlement: 00444193
- Nationale Bibliotheek van Tsjechië: xx0020892
- Nationale bibliotheek van Australië: 40533473
- Nationale Bibliotheek van Israël: 987007368219005171
- Nationale Bibliotheek van Polen: a0000001911123
- Nationale en Universitaire bibliotheek Zagreb: 000690948
- Nederlandse Thesaurus van Auteursnamen: 070722579
- Istituto Centrale per il Catalogo Unico: UBOV753962
- SNAC: w6fx7xm2
- Système universitaire de documentation: 027421112
- Trove: 1447756
- Virtual International Authority File: 32183552
- WorldCat: E39PBJgRT69V3Y8YHhJbpPV6Kd

## Filmografie
- La ultima Moda (1969)
- La vida sigue igual (1969)
- Me olvide de vivir, zichzelf (1980)
- The Golden Girls  1 aflevering, zichzelf (1989)
- General Hospital  2 afleveringen, zichzelf (1994)